# Creative2
株式会社Creative2（かぶしきがいしゃクリエイティブツー）は、日本のメディア・スポーツ関連企業。

## メディア運営
野球メディア「Full-Count」、スポーツ総合ニュースサイト「THE ANSWER」、派生の姉妹サイト「W-ANS ACADEMY」（ワンス・アカデミー）、サッカーメディア「Football ZONE web」、ライフスタイルメディア「Hint-Pot」、総合ニュースサイト「ENCOUNT」を運営している。
動画にも力を入れており、動画メディア編集部といった部署がある。

## 他社との協力
2020年11月9日、Creative2は産経デジタル、報知新聞社、神戸新聞社、日刊スポーツ新聞社と共にデジタル広告商品「Teadsスポーツインパクト」を設立した。